# Klavírní trio

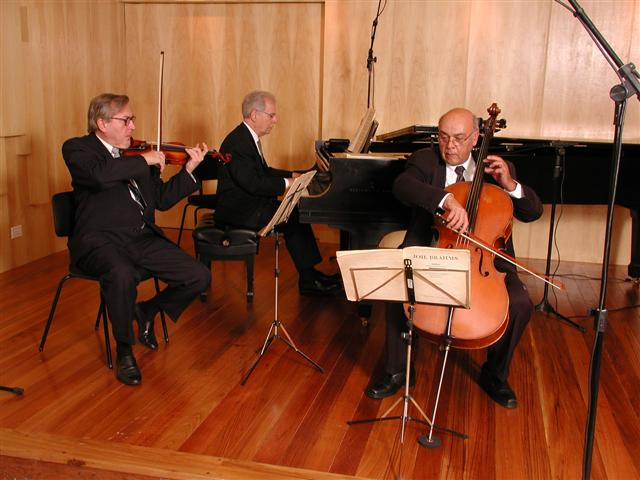
Klavírní trio

Klavírní trio je soubor tvořený třemi hudebníky hrajícími na klavír, housle a violoncello. Spolu se smyčcovým kvartetem a klavírním kvintetem patří mezi nejvýznamnější tělesa v komorní hudbě. Dílo, resp. hudební skladba určená pro toto seskupení je nejčastěji označována také jako klavírní trio.

## Historie
Přestože už v období baroka vznikala seskupení klávesového nástroje a smyčců, klavírní trio v dnešním složení vzniklo až v době klasicismu. Klavír byl umístěn v každé bohatší domácnosti a hráčů na smyčcové nástroje bylo v tehdejší době poměrně dost, trio bylo proto dostupné pro muzicírování v měšťanských domech. S tím souvisela i poptávka po dílech určených pro toto těleso. Se vzrůstající kvalitou skladeb rostly i nároky na vyspělost hráčů. Od období romantizmu jsou tria uváděna už i veřejně na koncertech komorní hudby.

## Významná tělesa
Ačkoliv se u klavírního tria, na rozdíl od smyčcového kvarteta, častěji využívá příležitostná sestava kvalitních hráčů (hlavně pro účely nahrávek), existují i klavírní tria ustáleného složení, která jsou úspěšně etablována na hudební scéně. Mezi nejvýznamnější patří:
- Beaux Arts trio
- Dussek piano trio
- Eroica piano trio
- Guarneri trio
- Florestan trio
- Trio di Trieste